# Anticarsia infumata
Anticarsia infumata är en fjärilsart som beskrevs av Felder 1874. Anticarsia infumata ingår i släktet Anticarsia och familjen nattflyn. Inga underarter finns listade i Catalogue of Life.